# Harpactea dobati
Harpactea dobati este o specie de păianjeni din genul Harpactea, familia Dysderidae, descrisă de Alicata, 1974.
Este endemică în Turcia. Conform Catalogue of Life specia Harpactea dobati nu are subspecii cunoscute.